# 7 SAMURAI SESSIONS -We're KAVKI BOYZ-
『7 SAMURAI SESSIONS -We're KAVKI BOIZ-』（セブンサムライセッションズ ウィアーカヴキボーイズ）は、雅-miyavi-のミニ・アルバム。2007年7月18日発売。発売元はユニバーサルJ。

## 概要
- 初回盤[1]・通常盤[2]同時発売。初回盤は特典映像を収録したDVD同梱。
- 本作は米国より帰国後に雅-miyavi-中心に結成したセッション・バンド「KAVKI BOIZ」により、過去発表楽曲をリサイクルした作品。[1]

## 収録曲
CD
1. Selfish love -愛してくれ、愛してるから-
  - 『雅-みやびうた-歌 〜独奏〜』に収録。
2. ROCK'N'ROLL IS "NOT" DEAD（邦題：ロックンロールは眠らない）
  - 『雅-miyavizm-主義』に収録。
3. 雨に唄えば〜ピチピチチャプランランブルース〜
  - 『雅-miyavizm-主義』に収録。
4. Girls,be ambitious.
  - 『雅楽-gagaku』に収録。
5. 勝利のV-ROCK!!
  - 「Freedom Fighters -アイスクリーム持った裸足の女神と、機関銃持った裸の王様-」のC/W曲。
6. あしタ、元気ニなぁレ。
  - インディーズ7thシングル。
7. 君に願いを
  - メジャー6thシングル。

DVD　初回盤
1. Selfish love -愛してくれ、愛してるから-
2. ROCK'N'ROLL IS "NOT" DEAD!! [邦題:ロックンロールは眠らない]
3. 雨に唄えば ～ピチピチチャプチャプランランブルース～
4. 勝利のV-ROCK!!
5. おっさんおっさん俺なんぼ
6. あしタ、元気ニなぁレ。
7. Girls,be ambitious.